# Milagre dos Peixes
Milagre dos Peixes è il sesto album del cantante e compositore brasiliano Milton Nascimento, pubblicato nel 1973 dalla Odeon.
| Recensione                    | Giudizio |
| ----------------------------- | -------- |
| AllMusic                      | [ 1 ]    |
| The Rolling Stone Album Guide | [ 2 ]    |

## Tracce
1. Os Escravos de Jó – 3:12
2. Carlos, Lúcia, Chico e Tiago – 6:03
3. Milagre dos Peixes – 2:51
4. A Chamada – 4:18
5. Cadè-/Canto: Nico E Telo – 3:58
6. Pablo Nº 2 – 3:13
7. Tema dos Deuses – 3:23
8. Hoje é Dia de El Rey – 6:55
9. A Última Sessao de Musica – 2:18
10. Sacramento – 1:52
11. Pablo-Canto: Nico – 2:53